# Cloak & Dagger
«Cloak & Dagger» —en español: «Capa y daga»— es una canción del músico irlandés Rory Gallagher, para su séptimo álbum de estudio Photo-Finish.. La letra hace referencia a Cloak, la superheroína de marvel cómics "Cloak and Dagger".
A pesar de ser tocado muy pocas veces en vivo, existen registros en:
- 19 de octubre de 1978 en Burdeos.
- 29 de octubre de 1978 en Oslo.[3]
- 11 de diciembre de 1979 en el Bottom Line en Nueva York.[4]

## Músicos
- Rory Gallagher: voz, guitarra eléctrica
- Gerry McAvoy: bajo
- Ted McKenna: batería